# Athénée roumain

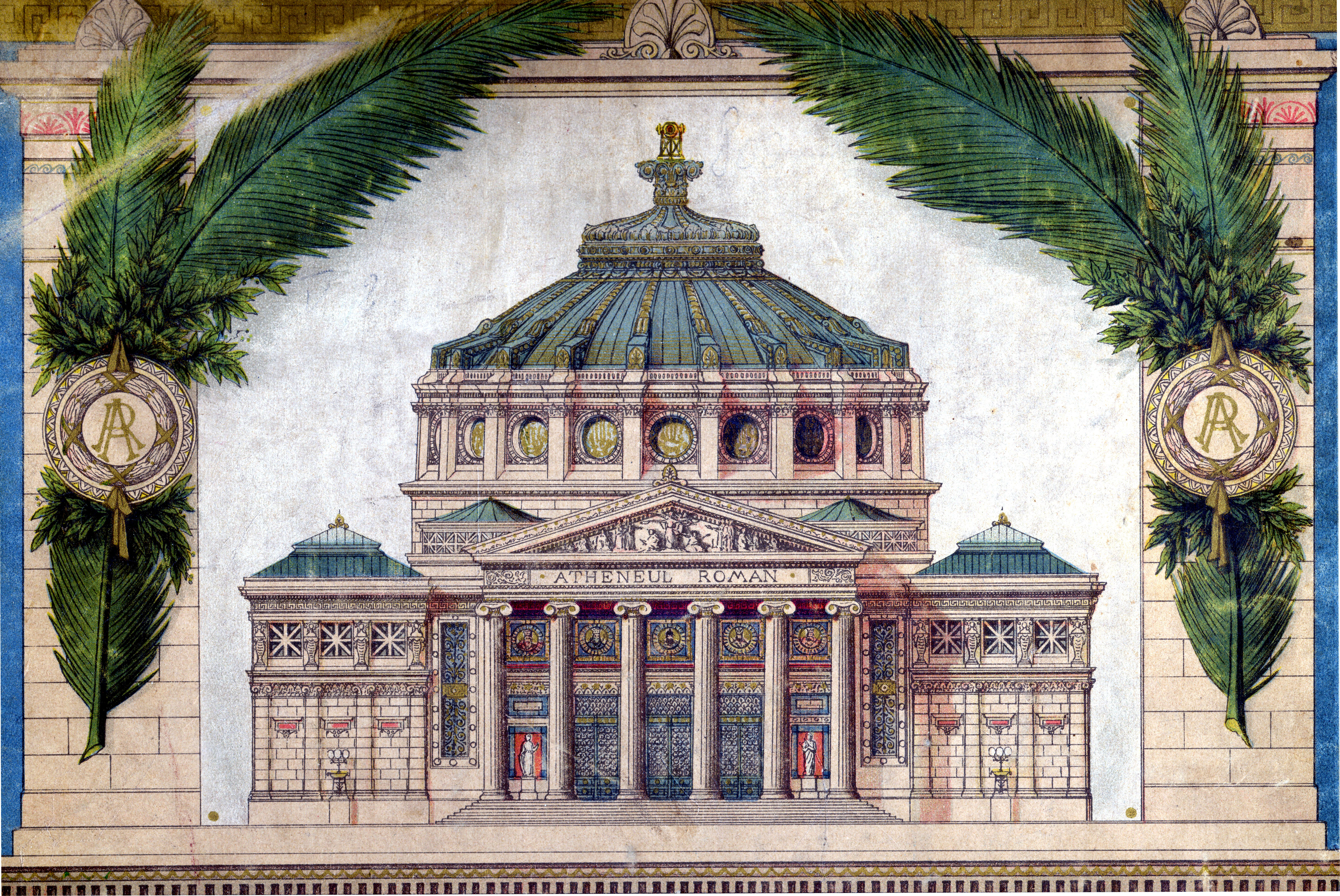
Plan de l'Athénée roumain par l'architecte français Albert Galleron.

Pour les articles homonymes, voir Athénée.
L'Athénée roumain (en roumain : Ateneul Român) est une salle de concert située dans le centre-ville historique de Bucarest, sur la Calea Victoriei et la Place Georges Enesco. L'Athénée roumain fut inauguré en 1889. L'Orchestre philharmonique George-Enescu y présente des concerts et le Festival international de musique « George Enesco » s'y déroule en partie chaque année.

## Contexte
En 1865, trois personnalités scientifiques et humanistes, Nicolae Crețulescu, Constantin Esarcu et Vasile Urechia Alexandrescu fondent la « société philharmonique de l'Athénée roumain » (Societatea filarmonică « Ateneul român ») afin de construire à Bucarest un bâtiment consacré aux arts et à la culture. Une souscription nationale fut organisée afin de collecter l'argent nécessaire à cette réalisation. Cette souscription publique dura presque une trentaine d'années, avec le même slogan « Donnez un leu pour l'Ateneu ! » (Dați un leu pentru Ateneu).

## Architecture
Le bâtiment a été conçu par l'architecte français Albert Galleron dans un style néo-classique avec des touches romantiques. L'édifice fut construit sur les fondations d'ancien manège équestre ayant appartenu à la famille Văcărescu, d'où la forme de rotonde de l'auditorium. Juste en face, s'étend un jardin public avec la statue du poète Mihai Eminescu. L'auditorium, coiffé d'une coupole à 41 mètres de hauteur, offre un parterre de 600 places assises et 52 autres dans des loges. L'entrée principale donne sur un vaste patio circulaire d'apparat, entouré d'une lignée de douze colonnades formant un péristyle qui donne accès à plusieurs escaliers d'honneur vers la salle de concert située au-dessus. Bien qu'il fût inauguré le 5 mars 1889, les travaux se poursuivirent encore en deux phases (1886-1889 et 1893-1897).

## Histoire
Pendant l'occupation allemande de la Première Guerre mondiale, l'Athénée devint la salle de concert de l'état-major du général Falkenhayn tout en servant aussi de dépôt de munitions. Évacué en novembre 1918, il est alors fortement dégradé.
Le 29 décembre 1919, l'Athénée restauré devint le site de la séance solennelle du Parlement qui vota la ratification des déclarations d'union des Conseils populaires de la République démocratique moldave, de la Transylvanie et la Bucovine avec la Roumanie de l'époque, jusque-là constituée seulement de la Valachie, de la Moldavie et de la Dobrogée. Une fresque géante est réalisée peu après sur le mur circulaire de la grande salle, représentant l'histoire de la Roumanie depuis la conquête de Trajan jusqu'à l'unification du pays. Le bâtiment devient alors l'un des symboles forts du pays.
Lors de l'instauration de la dictature communiste après la Seconde Guerre mondiale, la grande fresque empreinte de « nationalisme bourgeois », montrant des paysans s'agenouillant par reconnaissance devant le roi Ferdinand et évoquant, entre autres pays roumains, la Bessarabie perdue au profit de l'URSS, est recouverte de blanc ; des portraits de devanciers ou de dignitaires communistes (Marx, Engels, Lénine, Staline et plus tard Khrouchtchev, Gheorghiu-Dej et enfin Ceaușescu et son épouse) sont accrochés. Peu avant la Révolution de 1989, il ne restait plus, de ces portraits, que le couple Ceaușescu voisinant avec George Enescu.
Après la Révolution, l'Athénée subit une nouvelle rénovation tant antisismique qu'intérieure et extérieure, et la fresque est elle aussi entièrement restaurée.

## Galerie photographique

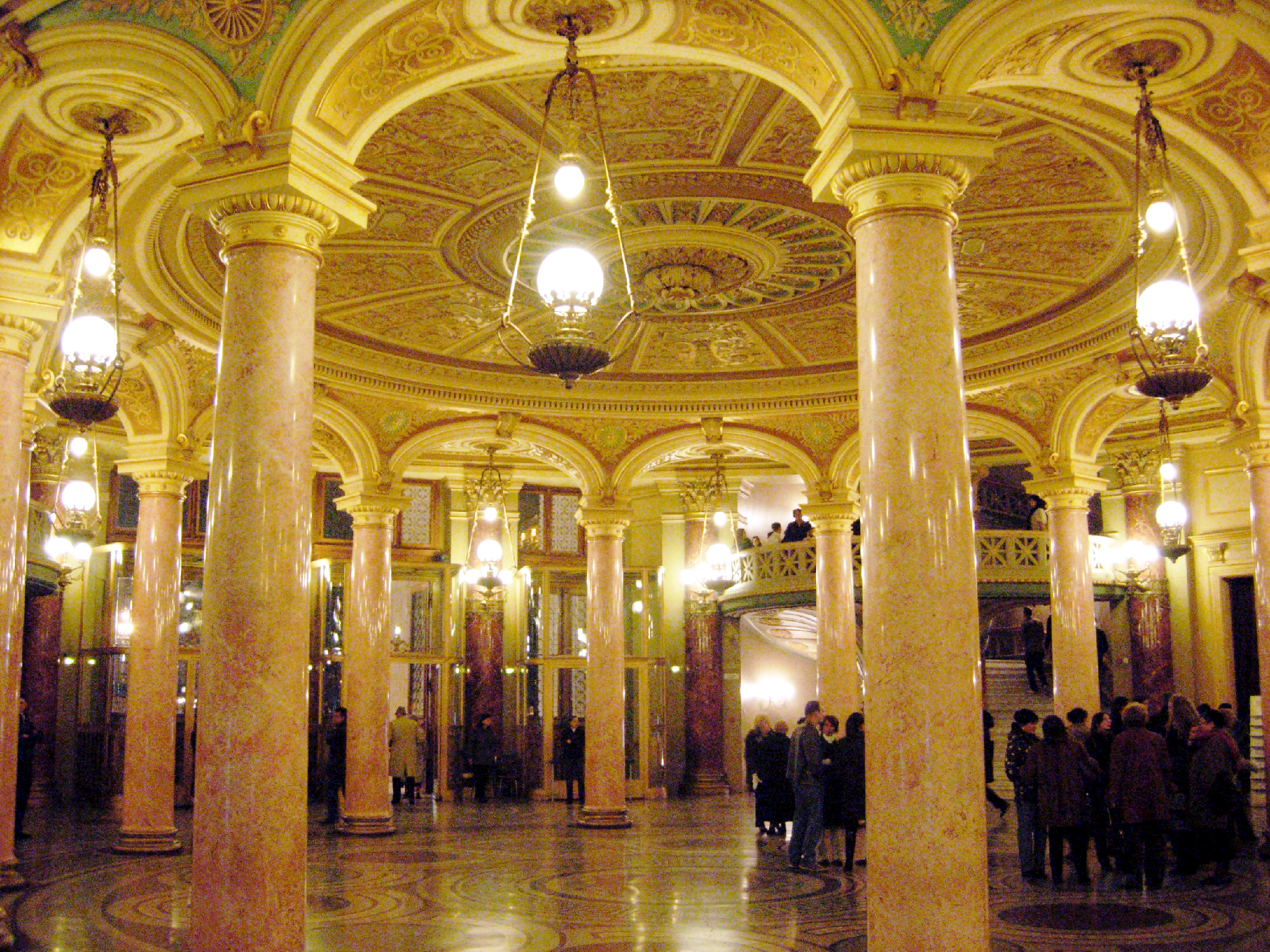
Le patio
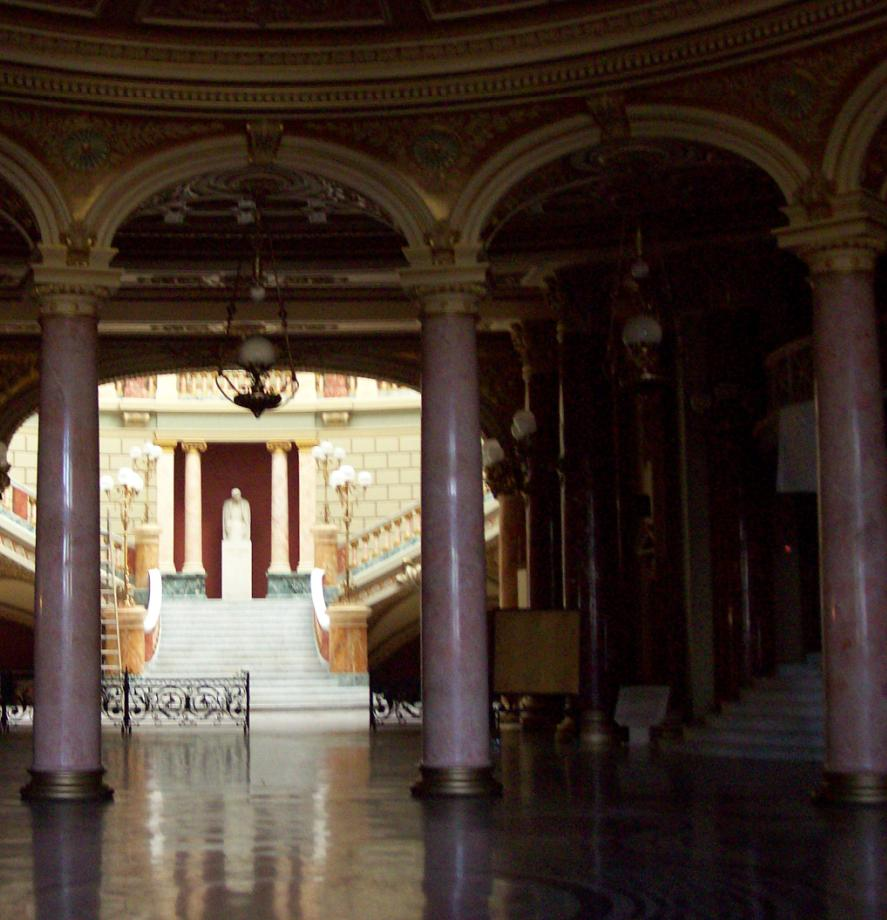
L'entrée des artistes
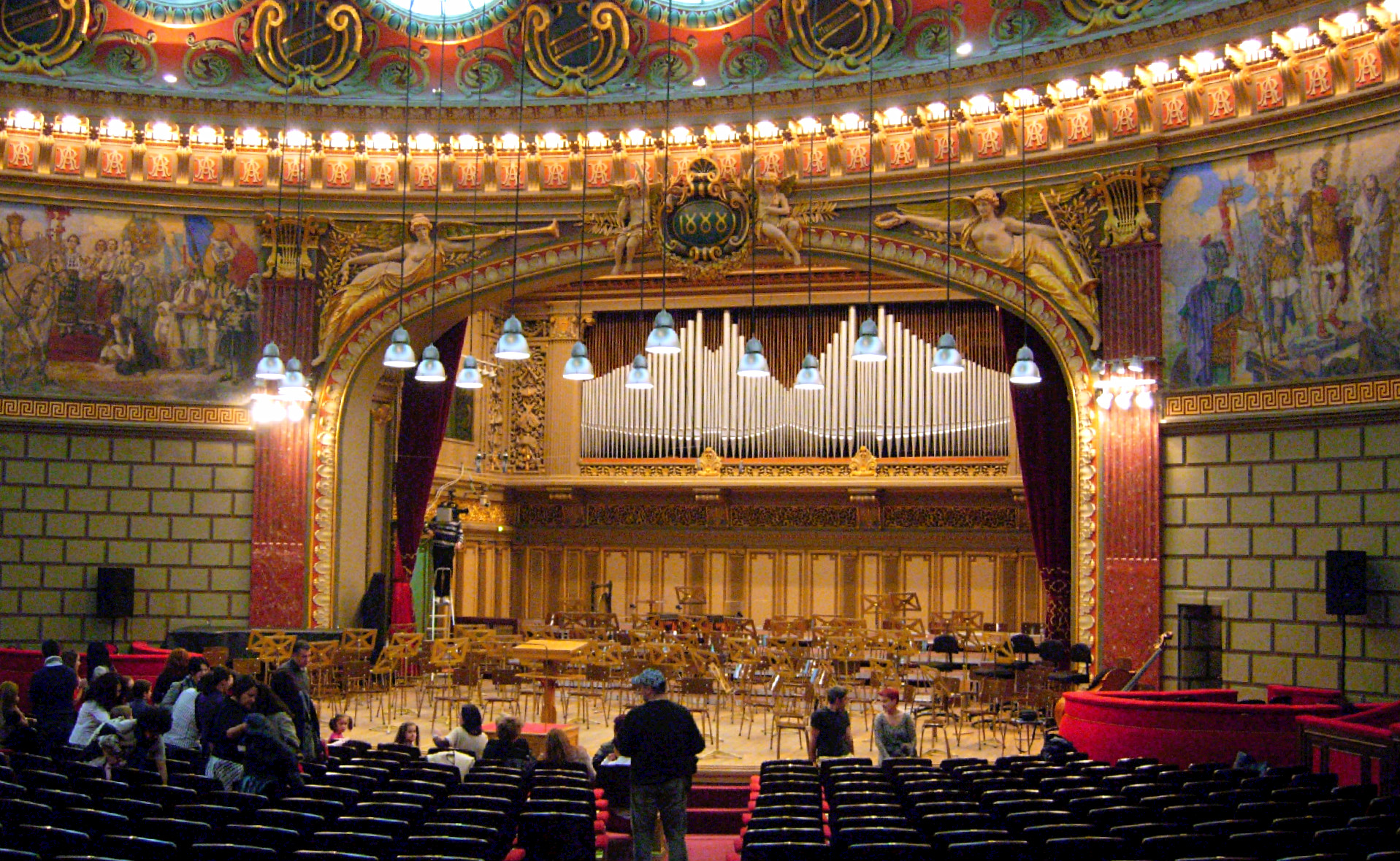
La scène
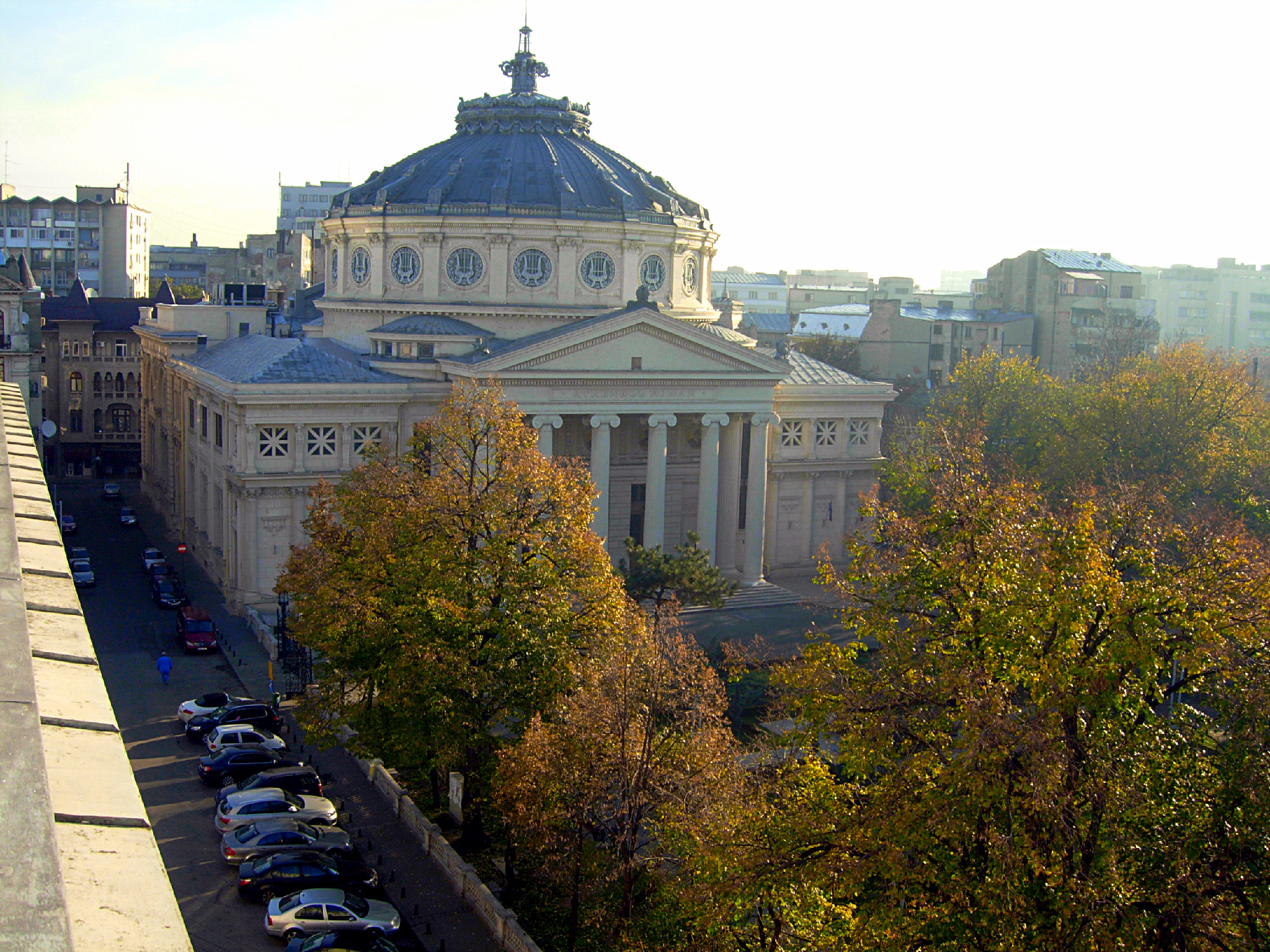
L'Athénée vu de l'hôtel Hilton, anciennement Athénée palace
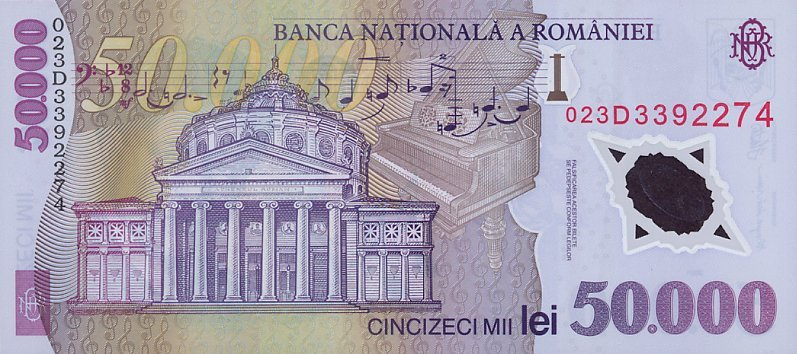
Billet de 50.000 lei (approximativement 5 nouveaux lei soit 1 euro) représentant l'Athénée
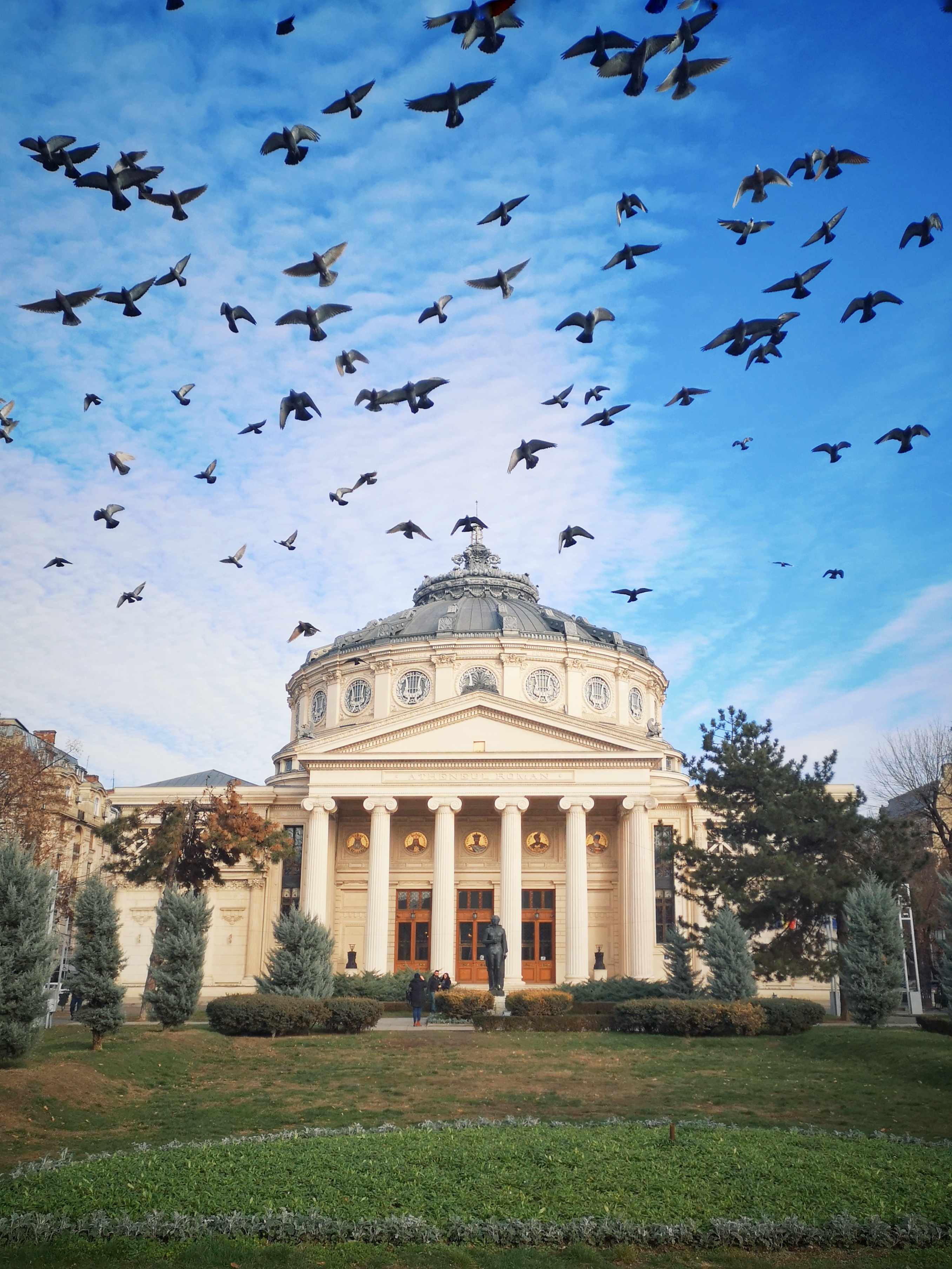
L'athénée roumain avec des oiseaux. Décembre 2019.